# Andrei Iwanowitsch Scheljabow

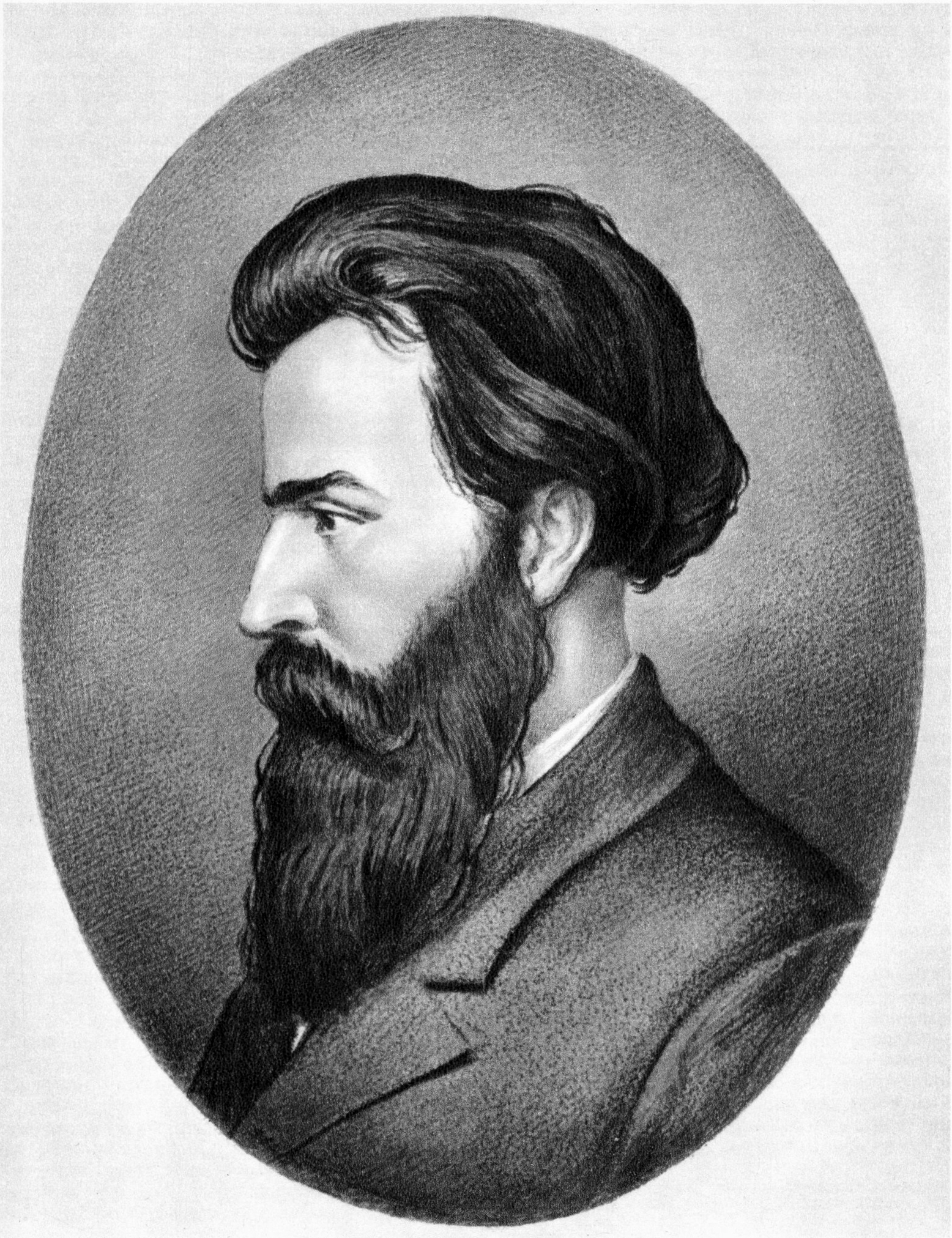
Porträt Scheljabows in der Großen Sowjetischen Enzyklopädie

Andrei Iwanowitsch Scheljabow (russisch Андре́й Ива́нович Желя́бов; * 17. Augustjul. / 29. August 1851greg. in Nikolajewka bei Feodossija, Gouvernement Taurien, Russisches Kaiserreich; † 3. Apriljul. / 15. April 1881greg. in Sankt Petersburg) war ein russischer Terrorist.
Der Sohn eines leibeigenen Bauern von der Krim war als Mitglied der Narodnaja Wolja in Sankt Petersburg an der Ausarbeitung von Programmdokumenten der Organisation sowie der Vorbereitung des Attentats auf Zar Alexander II. am 13. März 1881 beteiligt. Noch vor der Durchführung des Attentats wurde er verhaftet und am 15. April 1881 gehängt. Lenin würdigte ihn als großen Revolutionär in einer Reihe mit Robespierre und Garibaldi.